# Grote modderkruiper
De grote modderkruiper (Misgurnus fossilis) (ook wel: weeraal) is een langgerekte spoelvormige vis met een donkerbruine grondkleur, een geeloranje buik en zwarte lengtestrepen. Hij heeft tien baarddraden. De mannetjes hebben in de paaitijd (april) een oranje buik en kunnen ook herkend worden aan hun slankere lichaam en de grotere en puntige borstvinnen. Hij is niet te verwarren met andere soorten, hoewel er in vijvers ook wel verwante Aziatische soorten gehouden worden die de zwarte lengtestrepen missen.

## Leefwijze en verspreiding
De grote modderkruiper leeft in wateren met een dikke modderlaag. Het is een rivierbegeleidende soort die waarschijnlijk bij hoge waterstanden poelen kan bereiken waar hij langere tijd kan overleven na het opdrogen van de poel. Hij komt ook wel in hoogveenmoerassen voor. De grote modderkruiper is een bodembewoner die in staat is in zuurstofarm water te overleven. Wanneer het zuurstofgehalte van het water erg laag wordt, hapt de modderkruiper lucht aan de oppervlakte en neemt daaruit zuurstof op in het sterk geplooide en doorbloede darmslijmvlies. De vis komt voor in grote en kleine plassen en meren, sloten, kleine rivieren, beken en moerassen. Vermesting van het water zou voor deze vissoort niet zo ernstig zijn.
De soort komt voor in een groot deel van Europa, meer bepaald in Oostenrijk, Wit-Rusland, België, Bosnië-Herzegovina, Bulgarije, Kroatië, Tsjechië, Estland, Finland, Frankrijk, Duitsland, Hongarije, Kazachstan, Letland, Litouwen, Luxemburg, Macedonië, Moldavië, Montenegro, Nederland, Polen, Roemenië, Rusland, Servië, Slowakije, Slovenië en Oekraïne.

### In Nederland
Uit bronnen in de vroege jaren zeventig bleek dat de grote modderkruiper achteruitging. Inventarisaties in de Limburgse en Veluwse beken leverden heel weinig waarnemingen, daarentegen is de vis niet zeldzaam in kleine wateren met een veenbodem op de overgang van zand- en kleigronden in Noord-Brabant.

### In België
In Vlaanderen komen enkel in de provincies Antwerpen en Limburg nog kleine populaties voor.

## Bijzonderheden
Omdat de grote modderkruiper zeer actief wordt bij luchtdrukschommelingen, werd hij vroeger wel in aquaria gehouden als weervoorspeller. Hierdoor staat de soort ook wel bekend als weeraal.

## Bedreiging en beheer

### Beschermde diersoort
De soort staat op de Rode Lijst van de IUCN als niet bedreigd, hoewel de omvang van de populatie afneemt.
Sinds 1973 heeft deze vissoort in Nederland een beschermde status in de Natuurbeschermingswet die in 2002 is overgegaan in de Flora- en faunawet. Vangen, of zelfs het ondernemen van pogingen daartoe, is verboden. Bovendien is de grote modderkruiper een kwetsbare soort van de Nederlandse Rode Lijst.

### Knelpunten
Volgens deskundigen paait de vis tussen waterplanten met een fijne bladstructuur zoals aarvederkruid. Nederlands onderzoek wijst echter uit dat waterplanten wellicht minder belangrijk zijn voor de paai zolang vervangende structuren aanwezig zijn. Verder zijn er aanwijzingen dat ze zich op voor de paai geschikte plaatsen concentreren. Vanwege zijn afhankelijkheid van dergelijke structuren is de soort erg gevoelig voor grootschalig onderhoud zoals baggeren en schonen. Niet alleen verdwijnt daardoor geschikt habitat ook worden de dieren, door hun vluchtgedrag de bodem in, vaak op de kant gegooid waar ze sterven.
Ook vermesting kan een negatieve invloed hebben op de aanwezigheid van waterplanten. Mogelijk heeft de vis last van verzuring van kleine wateren op kalkarme gronden. Uit onderzoeken blijkt een voorkeur voor sterk begroeide wateren die relatief ondiep zijn. Uit Nederlands onderzoek naar de habitatvoorkeur in het rivierengebied blijkt dat met name verlandingsvegetaties met veel kraggen/drijftillen de voorkeur van deze soort genieten. Verder is het ook opvallend dat grote modderkruipers in het cultuurlandschap bijna exclusief voorkomen in sloten die al heel lang aanwezig zijn, zodat het overzetten naar nieuwe leefgebieden niet altijd succesvol zal zijn. Door speciale habitats te ontwikkelen, met meer moerassige oevers kan echter de stand van grote modderkruiper ook behoorlijk toenemen.
De introductie van de Aziatische (of Chinese) modderkruiper, Misgurnus anguillicaudatus, een illegaal in Europa losgelaten aquariumvis, kan een bedreiging vormen voor de grote modderkruiper.

### Maatregelen
- Zuivering van water en meer ecologisch beheer van wateroevers waarbij oever- en waterplanten de kans krijgen zich te ontwikkelen.
- Anti-verdrogingsbeleid: mogelijk zijn maatregelen als waterpeilverhoging en het opheffen van plaatselijke verschillen in waterpeil van belang voor het voltooien van de levenscyclus omdat verplaatsing tussen kleine begroeide wateren en ruimer water daarin een rol speelt.

#### In Nederland
Nabij het Nederlandse Ameide, in het natuurontwikkelingsproject Zouweboezem is in een polder het waterniveau verhoogd waardoor een moeras ontstond. Dit heeft geleid tot een hoge dichtheid van zowel de kleine- als de grote modderkruiper. De grote modderkruiper is daar een van de belangrijkste prooien voor de purperreiger waar dit project met name op gericht is.

#### In België
Om lokale populaties in Vlaanderen te versterken zet het Instituut voor Natuur- en Bosonderzoek (INBO) gekweekte grote modderkruipers uit. In 2024 kondigde het INBO aan de soort te zullen uitzetten in het Gentse natuurgebied Keuzemeersen.

## Voetnoten
1. 1 2 3  (en) Grote modderkruiper op de IUCN Red List of Threatened Species.
2. ↑  Nie, H.W. de (1997) Bedreigde en kwetsbare zoetwatervissen in Nederland. Basisrapport, voorstel voor een Rode Lijst. Stichting Atlas verspreiding zoetwatervissen, Nieuwegein
3. ↑  Emmerik, W.A.M. van & H.W. de Nie (2006) De zoetwatervissen van Nederland. Ecologisch bekeken. Sportvisserij Nederland, Bilthoven.
4. ↑  bron: Bureau Waardenburg
5. ↑  Fossiel uit een dynamisch deltagebied p 40
6. ↑  Bedreiging door exoot. Gearchiveerd op 25 augustus 2014.
7. ↑  In de Zouweboezem blijkt de grote modderkruiper de belangrijkste prooi te zijn voor purperreigers (Van der Winden et al., 2002)
8. ↑   (1 december 2020). Hoe zal het nu weeral met de 'weeraal'?. natuur.blad  winter 2021
9. ↑  Eurlings, Nora, "15.000 'vissen die het weer voorspellen' uitgezet in het Schulensbroek in Herk-de-Stad", VRT NWS, 16 juni 2025. Geraadpleegd op 18 juni 2025.
10. ↑  Grunewald, Moonray, INBO en Natuurpunt zetten honderden modderkruipers uit in Meersen rond Gent: "Populaties versterken met jonge kweekdieren". vrtnws.be. VRT NWS (17 oktober 2024). Geraadpleegd op 25 november 2024.